# Mass Effect (игра)
Mass Effect (с англ. — «Эффект массы») — компьютерная игра в жанре ролевого боевика, разработанная студией BioWare и выпущенная Microsoft Game Studios в 2007 году, первая часть серии Mass Effect.
Игра была первоначально выпущена только для игровой консоли Xbox 360; в 2008 году вышла версия игры для Windows, а в 2012 году — версия для PlayStation 3. Разработке игры предшествовал большой успех игры Star Wars: Knights of the Old Republic в 2003 году. Тем временем Microsoft намеревалась повысить продажи своей игровой приставки Xbox выпуском для неё эксклюзивной игры-бестселлера; для этого компания сделала ставку на разработчиков BioWare, которые должны были придумать с нуля новую вселенную космической оперы для будущей игры, сделав особый акцент на качественной графике и многочисленных диалогах, делающих игру похожей на цифровое кино.
Согласно сюжету игры, в XXII веке человечество освоило технологии сверхсветовых полётов, в том числе вынесенный в название игры эффект массы, и вступило в контакт с внеземными цивилизациями. Главный герой или героиня игры, капитан Шепард, становится Спектром — специальным агентом на службе межзвёздного совета Цитадели — и вместе с группой соратников, как землян, так и инопланетян, посещает различные области и звёздные системы Млечного Пути. В ходе сюжета игры Шепард и члены его (её) экипажа, преследуя изменника Сарена, сталкиваются с истинной угрозой для галактики — Жнецами, древней цивилизацией разумных машин.
После выхода игра стала бестселлером и способствовала популяризации игровой приставки Xbox 360. Mass Effect получила множество премий и наград. Критики положительно оценили сюжетное повествование и качественную графику. Более сдержанные отзывы получила RPG-составляющая игры. Также рецензентами был отмечен факт сильной схожести Mass Effect со многими научно-фантастическими фильмами и сериалами, особенно со «Звёздными войнами».
Вокруг Mass Effect сформировалось широкое фанатское сообщество, которое создало множество фанфиков и несколько короткометражных фильмов. Успех игры сопровождался и некоторыми скандалами, в частности, из-за присутствия сцен эротического характера.
В 2008 и 2009 годах для игры были выпущены два загружаемых дополнения, добавляющие новые локации для посещения и задания, не связанные с основным сюжетом. В дальнейшем вышли две игры-продолжения, Mass Effect 2 (2010) и Mass Effect 3 (2012), образующие трилогию о приключениях капитана Шепард(а). Также по мотивам игры было создано множество комиксов, 4 романа и японский анимационный фильм Paragon Lost. В 2021 году обновлённая Mass Effect вышла на консолях PlayStation 4 и Xbox One в составе сборника Mass Effect: Legendary Edition, куда также вошли вторая и третья части.

## Игровой процесс
Mass Effect  — однопользовательская action/RPG, в которой игрок управляет капитаном Шепард(ом) (англ. Commander Shepard) с видом от третьего лица.
Перед началом игры выбирается имя персонажа, пол, внешность, один из нескольких вариантов предыстории, а также класс. Для выбора доступно шесть классов, каждый из которых подразумевает свой стиль ведения боя и позволяет использовать определённые типы оружия. Например, персонаж класса адепт в совершенстве владеет биотикой, но не умеет обращаться с большей частью оружия, солдат, напротив, специализируется на применении разнообразного вооружения, а инженер — на взломах систем безопасности, ремонте оборудования и лечении союзников. Остальные классы (разведчик, специализирующийся на дальних атаках, штурмовик, смертельно опасный в ближнем бою, и страж, приспособленный для биотических или технических работ и подходящий в качестве поддержки) представляют собой комбинации первых трёх. После завершения задания на Луне игрок получает возможность изменить свой класс на один из выбранных новых (каждому классу предлагается два на выбор)ː защитник, спецназовец, санитар, мститель, агент или ударный боец. У персонажей-компаньонов также есть свои индивидуальные классы, являющиеся вариациями вышеупомянутыхː например, Рекс эффективен в ближнем бою, Лиара — сильный биотик, а Тали — техник. Игрок и члены отряда могут использовать любое оружие вне зависимости от класса, но его эффективность в бою будет различаться.
Мир Mass Effect условно представлен картой галактики, которая используется для перемещения по миру. Галактика состоит из звёздных скоплений, которые делятся на звёздные системы, в свою очередь, включающие в себя несколько планет и, в некоторых случаях, космические станции. Между звёздными скоплениями «Нормандия» мгновенно переносится с помощью ретрансляторов массы.
На планетах и космических станциях игрок выполняет наземные операции, выполняет боевые задания, квесты и взаимодействует с неигровыми персонажами, некоторые встреченные люди и инопланетяне присоединяются к отряду, командиром которого является Шепард, становясь таким образом игровыми. Кроме того, выполняя миссии, отряд получает специальные очки опыта, которые необходимы для развития способностей, боевых навыков и пополнения инвентаря. Каждый талант делится на 12 уровней, которые можно повышать за очки опыта. Инвентарь вмещает в себя 150 предметов. Ненужные предметы можно продать либо преобразовать в уни-гель, необходимый для вскрытия замков и ремонта вездехода «Мако».
Корабль «Нормандия» (англ. «Normandy SR-1») — экспериментальный фрегат, созданный учёными Альянса систем совместно с турианскими специалистами, и основное средство перемещения между планетами. На борту корабля игрок может взаимодействовать с членами экипажа, выбирать экипировку, перемещаться между созвездиями с помощью схематичной карты галактики, а также исследовать поверхность планеты на наличие артефактов и ресурсов с помощью боевого вездехода M35 «Мако» (англ. M35 Mako), который также может обстреливать противников на дальнем расстоянии и способен защищать персонажей от неблагоприятных условий на некоторых планетах. У продавцов на планетах и космических станциях можно приобрести дополнительные улучшения, оружие, экипировку, а также объекты для украшения корабля.

### Боевая система
В сражениях участвует Шепард, которым(-ой) управляет сам игрок, а также не более двух спутников, команды которым отдаёт искусственный интеллект. Сражения происходят в реальном времени. Управление персонажами производится от третьего лица с камерой, закреплённой за плечом управляемого персонажа. Большое значение имеют укрытия, которые позволяют избежать получения урона.
Во время боя игрок может войти в тактическое меню, в котором можно сменить оружие или указать, какую из способностей использовать, игра при этом приостанавливается. Также можно выбрать цель для какой-либо способности. Каждая способность имеет свою шкалу «зарядки», так что игрок может использовать несколько способностей подряд. Например, можно использовать способность «Поднять» и затем «бросить» врага в противоположную стену.
Оружие не требует перезарядки, однако слишком частая стрельба приводит к его быстрому перегреву, из-за чего периодически необходимо делать паузы между стрельбой. В игре присутствуют 4 вида вооружений: пистолеты, дробовики, штурмовые и снайперские винтовки; также игроку доступны гранаты. Без штрафов к точности всем арсеналом может пользоваться только солдат. Существенную роль также играет броня, которая представлена тремя типамиː лёгкая, средняя и тяжёлая, каждая из которых имеет свои преимущества и недостатки. Например, лёгкая броня всегда делается с упором на защиту от технического/биотического урона, но имеет плохую физическую защиту и слабые щиты, а тяжёлая броня эффективна только против физического урона и обладает мощными щитами. Каждому классу доступен только определённый уровень брони — например, тяжёлая броня доступна только солдату. Броня различна для всех видов: но для азари, из-за схожего телосложения доступна броня людей. Для всего вооружения доступна гибкая система улучшения. Помимо использования различных типов оружия, игрок может сражаться с противниками врукопашную или использовать биотику. Шепард и его/её союзники защищены силовыми щитами, поглощающими получаемый урон. После определённого количества попаданий энергия щита иссякает, и тогда последующий урон отнимает непосредственно очки здоровья. Энергия щита восстанавливается автоматически, если некоторое время персонаж не подвергался атакам, здоровье же восстанавливается только с помощью лечения меди-гелем либо соответствующего навыка. Если союзники погибают, то они автоматически воскресают после окончания боя, с помощью меди-геля их тоже можно снова поднять на ноги, однако игра заканчивается, если погибает Шепард. В таком случае игра загружается с момента последнего сохранения.
Враги имеют очки здоровья, а также дополнительно могут быть защищены барьерами либо щитами. Игрок может использовать специальные способности, временно выводящие врага из строя или поднимающие в воздух. Другие навыки дают бонусы самому игроку, например, повышая его сопротивляемость урону. Специальные способности можно также использовать неограниченное количество раз, однако они имеют индивидуальное время перезарядки.

### Диалоги и моральные качества
Во время разговора с персонажами появляется диалоговое колесо (англ. dialogue wheel), с помощью которого игрок выбирает один из вариантов ответа. В левой его части обычно располагаются реплики, которые позволяют развить разговор и получить дополнительную информацию; ответы же справа продолжают разговор, приближая его к завершению. Реплики в верхней части диалогового колеса обычно более вежливые и дружелюбные, а в нижней — агрессивные и враждебные. Выбранные варианты ответов влияют на то, как другие персонажи будут относиться к Шепард(у), какие бонусы он(а) получит за выполнение миссий, с кем заведёт романтические отношения; также ответы влияют на моральные качества управляемого персонажа. Моральные качества Шепард(а) определяются количеством полученных очков героя (англ. paragon) и отступника (англ. renegade). Во время диалогов при достаточном количестве набранных очков и развитии специальных навыков «Устрашение» и «Убеждение» могут появляться дополнительные варианты ответов, имеющие большее влияние на дальнейшие события или позволяющие получить большую выгоду. Так, с помощью некоторых реплик можно получить дополнительную информацию или избежать сражения и смерти некоторых персонажей, например, Урднота Рекса. К концу игры сцены с диалогами могут быть представлены с разным фоном и музыкой в зависимости от того, будет ли персонаж выбирать действия героя или отступника.

## Сюжет

### Сеттинг
Действие разворачивается в Млечном Пути во второй половине XXII века, когда стали возможны межзвёздные полёты и мгновенное перемещение между отдалёнными участками галактики благодаря открытию ретрансляторов массы (англ. mass relays), которые, как считается, оставлены древней инопланетной цивилизацией протеан (англ. Protheans). Эти ретрансляторы используют так называемые поля эффекта массы, за счёт которых масса объектов может быть значительно уменьшена или увеличена. С помощью её уменьшения осуществляется перемещение. Млечный Путь, помимо человеческой расы, населяют другие высокоразвитые цивилизации, представители которых образовали новый Галактический совет на космической станции «Цитадель» (англ. Citadel). Помимо людей, вселенная Mass Effect представлена такими расами, как азари, саларианцы, турианцы, кроганы и другими, а также синтетическими расами гетов и Жнецов (англ. reaper).
В 2149 году человечество начало освоение космоса, используя найденную им сеть ретрансляторов, которые люди бесконтрольно активировали, не имея понятия о том, что активация неиспользуемых ретрансляторов была вне закона. Это спровоцировало Войну Первого контакта с турианцами, а к людям, как к «агрессивным и молодым выскочкам», остальные расы стали относиться с недоверием и страхом. Однако человечество стремится завоевать доверие у Цитадели, чему должен(-на) также способствовать главный(-ая) герой(-иня) Шепард, став первым Спектром — человеком. Впоследствии Шепард(у) предстоит расследовать дело Сарена Артериуса и узнать о его связи со Жнецами.

### Персонажи
Члены экипажа «Нормандии»
В Mass Effect игрок может управлять мужским или женским персонажем по фамилии Шепард — командиром элитного звездолёта «Нормандия SR-1» (англ. «Normandy SR-1»). Изначально команда представлена такими персонажами-людьми, как Кайден Аленко, Эшли Уильямс, Джефф «Джокер» Моро, Грег Адамс, Карин Чаквас, Чарльз Прессли и другие. В начале игры также в качестве членов команды представлены Ричард Дженкинс и турианец Найлус Крайк, но они умирают в первой миссии. Кайден и Эшли могут сопровождать Шепард(а) во время заданий. По мере развития сюжета к команде присоединяются представители инопланетных рас: кварианка Тали’Зора, турианец Гаррус Вакариан, азари Лиара Т’Сони и кроган Урднот Рекс, которые также могут принимать участие в заданиях. Игра позволяет заводить роман с Эшли, если Шепард — мужчина, с Кайденом, если женщина, и для обоих полов доступен роман с Лиарой. Также по мере прохождения сюжета Эшли, Кайден или Рекс могут умереть.

### История
Действие игры разворачивается в 2183 году. Капитан Шепард несёт службу в Альянсе в качестве старшего помощника капитана Андерсона на кораблe «Нормандия» и становится кандидатом в члены Спецкорпуса тактической разведки, однако для этого должен(-на) выполнить тестовый полёт «Нормандии» под командованием турианца Найлуса Крайка и доставить артефакт древней цивилизации протеан, найденный археологами на одной из человеческих колоний на планете Иден Прайм. Во время выполнения задания область раскопок подвергается атаке гетов, которые также пытаются захватить артефакт, а во главе машин стоит Сарен Артериус, военнослужащий турианской Иерархии и Спектр. Шепард обезвреживает бомбы и находит артефакт; под его влиянием землянина (землянку) посещает некое видение апокалиптического характера. Капитан отправляется на Цитадель и пытается доказать, что к атаке на колонию причастен Сарен, однако совет не верит в его предательство. Доннел Удина, посол человечества, даёт Шепард(у) задание провести тайное расследование и предлагает связаться с Гаррусом Вакарианом, турианцем, работающим в Службе Безопасности Цитадели — полицейских силах Цитадели, обеспечивающих охрану порядка на густонаселённой станции и ранее пытавшимся собрать досье на Сарена. Шепард в процессе расследования знакомится с кроганом по имени Рекс, который также соглашается помочь в поисках зацепок. Собранные улики ведут к Фисту, хозяину бара «Логово Коры», который держит в заложниках кварианку с ценным аудиофайлом, доказывающим предательство Сарена. Фист намеревался продать её некому Серому Посреднику, но Сарен подкупил Фиста, который собирается выдать кварианку турианцу. Расправившись с Фистом и спася кварианку, Шепард приносит доказательства совету, который, помимо голоса Сарена, узнаёт и Бенезию — могущественного матриарха азари и одного из лидеров своей нации. Шепард становится первым человеком-Спектром, а к команде «Нормандии» присоединяются Гаррус Вакариан, Урднот Рекс и спасённая кварианка Тали’Зора.
Капитан Андерсон под давлением Удины снимает с себя командные полномочия, и Шепард становится полноправным командиром «Нормандии», получив возможность отправляться куда хочет. Известно, что Сарен ищет ретранслятор «Канал» для неких целей, и необходимо найти «Канал» раньше него. Также, для дополнительных зацепок, необходимо связаться с дочерью Бенезии Лиарой Т’Сони, занимающейся раскопками в созвездии Тау Артемиды. Прибыв на планету Терум, герои уничтожают армию гетов, в протеанских руинах находят и освобождают заключённую в ловушке Лиару. Вернувшись на корабль, Лиара делится изученной информацией и рассказывает о теории циклов, согласно которой, каждые 50 000 лет развитые цивилизации уничтожали машины, условно именуемые Жнецами — они же уничтожили и протеан. Лиара присоединяется к команде Шепард(а).
Шепард узнаёт, что Надежда Чжу — одна из человеческих колоний на планете Ферос — подверглась атаке гетов и там что-то искал Сарен. Вместе с командой он(а) освобождает батальон во главе с Фай Данем и окончательно расчищает от машин здание компании ЭкзоГени, но, возвращаясь в колонию, замечает, что колонисты попадают под контроль некоего существа. Источником проблемы оказывается разумное растение торианин, которого Шепард(у) придётся уничтожить.
Шепард отправляется на планету Новерия, чтобы выяснить, почему там находятся геты. Там герои узнают, что на планету недавно прибыла матриарх Бенезия, находящаяся в лаборатории, вход в которую, однако, закрыт. Пройдя ряд игровых квестов, Шепард получает доступ к комплексу «Вершина 15», где сталкивается с рахни — представителями инсектоидной расы. Добравшись до Бенезии, он(а) одерживает победу, но понимает, что Бенезия действовала не по своей воле, а была «одурманена». Шепард также встречает заточённую Царицу рахни, проявляющую благосклонность. Та объясняет, что её «дети» были отрезаны от неё и поэтому выросли «во тьме» и обезумели. Шепард может решить, убить ли её или отпустить.
Тем временем совет получает сообщение от саларианцев о нахождении базы Сарена на Вермайре, но их оперативная группа попадает в засаду гетов. По прибытии на Вермайр Шепард обнаруживает, что Сарен нашёл лекарство для поражённых бесплодием кроганов, из которых замыслил собрать войско, и, чтобы это предотвратить, необходимо как можно быстрее уничтожить лекарство. Рекс начнёт протестовать против данного решения, и его можно попытаться переубедить, в противном случае он встанет против Шепард(а) и его придётся убить. Шепард помогает саларианцам в штурме и уничтожении базы; внутри базы он(а) сталкивается с так называемым Властелином. Тот рассказывает о цивилизации Жнецов, которая ожидает, пока уровень технологического развития рас Млечного пути достигает достаточного уровня, чтобы они могли использовать ретрансляторы и занимать Цитадель, после чего Жнецы прибывают и «пожинают» их. Вмешивается Сарен, утверждающий, что его союзники будут оставлены Жнецами в живых. После боя Сарен отступает, но Эшли и Кайден оказываются в ловушке и один из них может быть спасён, если другой пожертвует собой, чтобы активировать бомбу. Шепард решает, кого из них спасать, пока база не будет взорвана ядерной бомбой.
При возвращении на Цитадель Удина решает при поддержке совета блокировать «Нормандию» в шлюзе Цитадели, боясь, что Шепард дальнейшим преследованием Сарена может спровоцировать скорейшее нападение на Цитадель. Капитан Андерсон решает помочь команде «Нормандии», несмотря на то, что это может стоить ему звания, и разблокирует корабль.
Лиара вычисляет местонахождение артефакта протеан на планете Илос. На месте Шепард находит виртуальный интеллект «Страж», который объясняет, кто такие Жнецы. Они используют Цитадель, служащую местом базирования правительства, как гигантский ретранслятор, через который прибывают в Млечный путь. Перед полным уничтожением выжившие протеане пробрались с помощью самодельного ретранслятора в Цитадель и сломали её системы, сделав непригодной для использования Жнецами. Однако Сарен собирается починить Цитадель и пользуется протеанским ретранслятором, чтобы проникнуть туда. «Страж» передаёт данные, которые необходимо загрузить в пульт управления Цитадели, чтобы не допустить взятия её под контроль Жнецами.
Возвращаясь на Цитадель, Шепард видит, как на неё нападает Властелин с гетами. Затем, пробившись через отряды гетов, он(a) сталкивается с Сареном, который пытается активировать ретранслятор в Цитадели, чтобы впустить армию Жнецов в Млечный Путь и запустить жатву. Шепард может попытаться убедить Сарена в том, что тот одурманен; если это удаётся, Сарен совершает самоубийство, в противном случае Сарена необходимо убить, после чего можно загрузить в пульт управления данные ВИ «Стража», полученные во время задания на Илосе, чтобы Жнецы не имели возможность воспользоваться хранителями для захвата Цитадели. Перед Шепард(ом) встаёт выбор: можно приказать защищать «Путь предназначения» — корабль, на котором находится совет, запрашивающий помощь, но в таком случае флот Альянса понесёт сильные потери, или же сразу атаковать Властелина, оставляя без защиты корабль совета, который в итоге уничтожают. Шепард хочет удостовериться, что Сарен умер, но живой остаётся его синтетическая часть, контролируемая Властелином. Шепард одерживает победу над ним, в результате чего защитные щиты Властелина оказываются перегруженными, что позволяет флоту нанести сокрушающий и последний удар.
Если Шепард спасает совет, Альянс предложит людям войти в его состав, а советником станет Удина или Андерсон. В ином случае Удина предлагает сформировать новый совет во главе с людьми, председателем может стать также Удина или Андерсон. Шепард не собирается останавливаться на достигнутом и намеревается найти способ остановить Жнецов.

## Дополнения
После выхода игры разработчиками было выпущено два дополнения на Xbox 360 как платный контент и для Windows — как бесплатный. Позже, в 2012 году первое дополнение было выпущено и для Playstation 3. Однако второе дополнение для данной приставки не выпускалось.
Согласно BioWare, общая длительность миссии первого дополнения составляет 90 минут. Райан Геддес с сайта IGN отметила «потрясающую» графику, в то время как Дэн Уайтхед из сайта Eurogamer раскритиковал отсутствие повествования и повторное использование карты, уже доступной в базовой игре.
BioWare описала «Станцию „Вершина“» как арену, созданную в духе «Бойцовского клуба». Подобные арены разработчики хотели сделать и в базовой игре, но на это им не хватило времени и ресурсов. Дополнение получило сдержанные отзывы критиков, назвавших дополнение скучным и ненужным.
| Название | Дата выхода          | Дата выхода          | Дата выхода         |  |
| Название | Xbox 360             | Microsoft Windows    | PlayStation 3       |  |
| --- | -------------------- | -------------------- | ------------------- |  |
| |                      |                      |                     |  |
| «Гибель с небес» (англ. «Bring Down the Sky») | 20 марта 2008 года   | 28 мая 2008 года     | 4 декабря 2012 года |  |
| Дополнение представляет собой всего одну игровую миссию, которая повествует о группе экстремистски настроенных инопланетян — батарианцев, намеревающихся обрушить астероид Х57 на расположенную в системе человеческую колонию Терра Нова. Только вовремя оказавшийся рядом экипаж «Нормандии» под руководством Шепард(а) способен спасти колонию от смертельной опасности. Миссия становится доступна сразу же после того, как капитан Шепард получает звание Спектра. Дополнение позволяет увеличить свой игровой счёт развития персонажа на 50 очков.                                                               |                      |                      |                     |  |
| |                      |                      |                     |  |
| «Станция „Вершина“» (англ. «Pinnacle Station») | 25 августа 2009 года | 25 августа 2009 года | нет                 |  |
| Второе дополнение добавляет в игру тренировочную космическую станцию. Станция «Вершина» (англ. «Pinnacle»), находящаяся под командованием адмирала Ахерна, была создана для тренировки самых лучших солдат Альянса. Будучи на станции, игрок может оттачивать свои навыки в голографическом симуляторе, имеющем 12 тренировочных сценариев и последний бонусный сценарий, симулирующий одно из сражений Войны Первого Контакта, по завершении которой Шепард получит в подарок квартиру на планете Интайсей, где игрок также может купить у контрабандистов редкие вещи по гораздо более низкой цене, чем в магазинах. |                      |                      |                     |  |

## Создание

### Предпосылки
Созданием игры занималась студия BioWare под руководством Кейси Хадсона. Ещё до разработки Mass Effect студия выпустила в 2003 году игру по вселенной «Звёздных войн» — Star Wars: Knights of the Old Republic, получившую хорошие отзывы и большую популярность, что обеспечило подъём BioWare в индустрии компьютерных игр. Разработчики рассказывали, что хотя им нравилось работать над игрой по вселенной Звёздных войн, команде явно не хватало творческой свободы, так как необходимо было следовать готовому сеттингу, где «даже длина хвоста Джаббы Хатта описана», и поэтому для будущих проектов они желали создать собственную вымышленную вселенную.
Тогда студией заинтересовалась компания Microsoft, стремящаяся повысить продажи своей приставки Xbox за счёт наличия эксклюзивной игры класса AAA, способной стать новым и достойным аналогом «Звёздных войн», но не доступной на других платформах. Кейси Хадсону, ещё тогда молодому и амбициозному разработчику, было поручено создать новую вселенную, поскольку команда разглядела его высокий потенциал после того, как Кейси сделал несколько интересных предложений для сюжетной линии вселенной KOTOR. Сам Хадсон получил задание создать масштабную вселенную, не уступающей таковой в киносаге Лукаса, где история завязана на персонаже с сильными моральными качествами, с любовной линией, полной драматизма, игрок должен исследовать неизведанные ему миры, а качественная и «ультра-реалистичная» графика позволит ему глубоко погрузится в игровую вселенную. Сама игра должна была бы содержать в себе элементы шутера, быть быстрой и динамичной, но по-прежнему оставаться RPG. Проект получил рабочее название «SFX». Ещё до начала разработок команда поставила перед собой цель создать RPG, отличающийся от типичного, где вместо необходимости следовать по строго заданной цели игроку была бы доступна бо́льшая свобода действий. Рабочее название проекта было Science Fiction X. Среди разработчиков долгое время шла дискуссия относительно названия игры — предлагались такие названия, как Space Age, Element Zero, Thresh old, Epsilon Effect и даже Rainbow Six.

### Геймплей
Первые стадии разработки начались ещё в 2004 году, вскоре после окончания работ над версией игры Knights of the Old Republic для Microsoft Windows. Так как Mass Effect изначально создавался как масштабный проект, специально для его создания было закуплено самое современное оборудование.
Изначально Mass Effect создавалась для игровой приставки Xbox, но позже было решено приспособить её только для более современной и тогда недавно вышедшей Xbox 360, улучшив графические возможности игры. Всего в разработке участвовали 130 человек. В Mass Effect используется игровой движок Unreal Engine 3. Сама игра стала крупнейшим проектом за всю историю существования BioWare, на создание которого было потрачено 3—4 года.
Разработчики хотели создать яркие и запоминающиеся сюжетную линию и игровую вселенную, и поэтому Mass Effect изначально была задумана как первая часть в будущей трилогии. Решение создать трилогию было также мотивировано меньшими затратами на создание следующих игр, где отпадала бы необходимость заново с нуля придумывать вселенную и сюжет. Вместо того, чтобы создавать типичную для тех лет RPG-игру, где главный герой представляет собой «пустышку», разработчики хотели дать возможность игроку почувствовать себя в роли главного героя в истории, где его действия влияют на ход развития сюжета. При этом команда Bioware хотелa избежать распространённой в RPG концепции героя-одиночки и показать, как для достижений разных целей важна помощь друзей и союзников. По словам Хадсона, такой особый подход позволит игроку проникнуть в сюжет, как будто он смотрит кинематографическую картину, одновременно сохраняя RPG-геймплей, по качеству не уступающий предыдущим играм от BioWare. Изначально разработчики хотели ввести возможность переключаться между несколькими героями во время боя, как в KOTOR, но было решено отказаться от этой идеи и проработать тактическое меню, позволяющее давать указания своим напарникам.
Задачей разработчиков было создать такую игру, где высший приоритет отдавался бы не результатам боевых действий, а выбору и решениям персонажа в тех или иных ситуациях; таким образом, игрок может не следовать заранее заложенному пути. Поскольку в игре представлено множество вариантов диалога, когда игрок взаимодействует с игровым персонажем, команда создала так называемое колесо диалога, с помощью которого можно быстро выбирать между разными вариантами ответов.
Особым и самым фантастическим элементом во вселенной Mass Effect стала способность «биотика», которая, по словам Кейси Хадсона, представляет собой, простыми словами, способность управлять тёмной материей. Данная механика была унаследована из игры Knights of the Old Republic, где создатели работали над использованием силы джедаев во время сражений. Так же, как в игре о «Звёздных Войнах», где управляемый персонаж в зависимости от своих действий мог склоняться к светлой стороне силы или тёмной, в Mass Effect была реализована возможность склонять управляемого персонажа к пути героя (англ. Paragon) или отступника (англ. Renegade).
По утверждению Хадсона, разработчики хотели переработать концепцию самих боевых действий и отказаться от стратегии псевдо-пошагового боя, присущей игре Knights of the Old Republic, в пользу шутера от третьего лица в режиме реального времени и простого, интуитивно-понятного пользовательского интерфейса, созданного таким образом, чтобы во время боя игроку не приходилось нажимать на множество горячих клавиш, используя разные виды атак Сам процесс прохождения уровней было решено сделать похожим на сложный и труднопроходимый лабиринт, а перестрелки, несмотря на обилие экшена, были построены с упором на большие дистанции. При разработке разных элементов интерфейса команда BioWare тесно сотрудничалa с Microsoft; та, в свою очередь, предоставляла студии солидное финансирование и попутно помогала исправить ряд недостатков с ошибками в интерфейсе, а также установить баланс между элементами ролевой игры и шутера. Другим приоритетом в разработке было создание большого игрового мира, чтобы игрок имел возможность изучать разные уголки Млечного Пути, не следуя основной сюжетной линии. Хотя множество игровых локаций были созданы командой вручную, использование современных технологий позволило существенно расширить игровое пространство в игре. Одной из главных проблем при разработке миров стало создание правильного освещения. После того, как основной дизайн локаций был готов, разработчики уделили внимание проработке качественного освещения; команда хотела убедиться, что цвета подаются в нужном цвете и соответствуют задуманному стилю.
Движения персонажей в кат-сценах создавались с помощью захвата движений, с участием реальных людей, чьи движения записывали с помощью маркеров, чтобы потом воспроизвести их цифровом виде в игре.
На ранней стадии разработки команда хотела также ввести в игру возможность торговать снаряжением и покупать его у других игроков.

### Вселенная
С самого начала создания игровой вселенной разработчики вели дискуссии относительно того, где и в какое время должен развиваться сюжет игры и должны ли в ней присутствовать инопланетяне. Впоследствии местом событий было решено представить Млечный Путь, населённый разумными расами, включая людей, использующими передвижение с помощью «устройств телепортации», оставленных исчезнувшей древней инопланетной цивилизацией. Разработчики сразу решили, что сюжетная линия будет отличаться от большинства современных научно-фантастических проектов, которые чаще всего представляли будущее в мрачных красках: Mass Effect должна была представлять собой космооперу, «отполированную», блестящую и с яркими красками.
Дрю Карпишин, ранее занимавшийся созданием сценария к игре Knights of the Old Republic, работал над основной сюжетной линией Mass Effect. При этом над каждой локальной сюжетной линией на отдельно взятой планете работали разные сценаристы, которые также имели возможность проверять и критиковать сюжетные линии друг друга. Возможность обратной связи между сценаристами позволяла улучшать качество самих сюжетов, избегать противоречий между ними и вписать их грамотно в рамки основного сюжета. При создании сюжета и вселенной игры Хадсон вдохновлялся такими произведениями, как «Звёздные войны», «Чужой», «Бегущий по лезвию», «Звёздный путь 2: Гнев Хана», «Звёздный десант», «24 часа», «Доктор Кто», «Вавилон-5», «Светлячок» и другие. Одновременно разработчикам постоянно приходилось следить, чтобы сюжет Mass Effect не превратился в плагиат — так, например, некоторые сюжетные линии были вырезаны из-за излишнего сходства с «Звёздным путём». При разработке дизайна игровых локаций и миров команда вдохновлялись футуристическим искусством 1970-х годов, в частности работами Сида Мида, и такими фильмами, как «Красная планета» и «Солярис».
Хотя сюжет Mass Effect принадлежит к жанру космической оперы, разработчики стремились сделать вселенную и сюжет более реалистичными, например, делая больший упор на технологическое развитие разных видов, в том числе и человечества, создание инопланетных видов с разной анатомией, сильно отличной от человеческой, и разных миров, в большей или меньшей степени похожих на Землю и с опасной для человека атмосферой. Разработчики также хотели установить на планетах разную силу тяжести, которая влияла бы на скорость передвижения персонажей.
Ещё до начала разработки Хадсон придумал обширную вселенную с разными расами, культурным, политическим и военным разнообразием. В изначальном сюжете под названием Master Slaves человечество находит ретранслятор, созданный древней и высокоразвитой цивилизацией назари. Впоследствии выясняется, что инопланетная раса намеренно запустила процесс эволюции на Земле для создания разумного вида, чтобы потом, когда его представители станут достаточно продвинутыми, сделать их своими рабами или так называемыми «мастерами-рабами» (англ. Master Slaves). Впоследствии человечество втягивается в глобальную войну, цена которой — свобода. Главным же героем должен был стать капитан Андерсон, которому предстояло сражаться с представителем расы назари — Сареном, чей батальон состоит из батарианцев, внешне напоминающих летучих мышей, и представителей одной из порабощённых рас. Сами назари внешне напоминали ранний концепт-арт турианцев. Однако разработчики признали, что подобный конфликт не отличается масштабностью и едва ли растянется на всю трилогию. Одновременно от сюжета было решено полностью не отказываться и сделать основой для «Войны Первого Контакта», завершившейся ещё до событий Mass Effect, где в локальной битве столкнулись капитан Андерсон и Сарен Артериус. В результате новый сюжет было решено связать с врагом более глобального масштаба, а именно — синтетической расой, угрожающей существованию всех разумных цивилизаций в Млечном Пути. Так появилась концепция Жнецов. Для придания угрозе ещё большего масштаба Жнецов было решено сделать настолько древними, что они стали легендой. По словам разработчиков игры, изначально основными противниками в игре, с которыми сталкивался бы игрок во время выполнения миссий, должны были стать рахни, однако из-за недостаточных средств и сроков создания качественной графики с участием рахни было решено их заменить на «более бюджетных» гетов. Сами же геты изначально должны были представлять собой полусинтетическую-полуорганическую расу.

### Персонажи
Разработчики долго работали над концепцией главного героя, чтобы подчеркнуть исключительность. Впоследствии было решено включить в игру редактор персонажа, чтобы игрок мог выбирать главному герою внешность, пол, характер, а также военное прошлое. Таким образом он мог быстрее привязываться к персонажу. В основе концепции образа лежала идея, что главный герой, подобно Джеку Бауеру или Джеймсу Бонду, будет наделён некими правительственными привилегиями, позволяющими ему свободно перемещаться по вселенной и «вершить добро». На определённой стадии разработок BioWare решили, что главным героем будет женщина, однако позже решили ввести возможность выбирать пол, чтобы игроку, среди которых преобладают мужчины, было бы проще отождествлять себя с управляемым персонажем. Фамилию «Шепард» было решено дать в честь Алана Шепарда — первого американца, полетевшего в космос, — чтобы американские игроки могли видеть в герое параллель со «своими астронавтами», а также по той причине, что эта фамилия довольно распространена в США и должна вызывать «родные ассоциации». Красный символ «N7» на костюме героя должен был символизировать жертву, которую Шепард готов(a) принести ради спасения галактики. В ранней концепции управляемый персонаж, избравший путь отступника, должен был рано или поздно попасть под власть Жнеца и стать злодеем, как и Сарен Артериус, постепенно деградируя до получеловека-полумашины, и в конце концов в такой ситуации Шепард(а) попыталась бы уничтожить человеческая организация СПЕКТР. Стандартная внешность мужского персонажа была скопирована с Марка Вандерлу — голландской модели. За основу стандартной внешности Шепард-женщины не брали чей-либо образ, поэтому он разнится в следующих играх.
Особое внимание команда уделила созданию инопланетных расː Самым первым концепт-артом стало существо, похожее на динозавра; после доработки в результате были созданы кроганы, которые по задумке должны были стать живыми машинами убийств; их эволюция проходила в жёстких условиях, что придало им колоссальную физическую силу, тяжёлую броню, устрашающий вид, агрессивный и неприхотливый характер. За основу лица крогана была взята внешность летучей мыши, а саларианцы, другая раса Млечного Пути, была создана по подобию стереотипной внешности инопланетян, встречающейся в кинематографе и художественной литературе; по задумке они должны были быть расой учёных. Таким оригинальным способом разработчики хотели объяснить причину таинственных похищений людей с Земли. Батарианцы, появившиеся позже в дополнении, создавались на основе неиспользованных для игры концепт-артов.
Самым первым персонажем, созданным разработчиками, стал Сарен Артериус, по подобию которого затем и создавалась раса турианцев. Турианцы в ранней концепции игры выступали врагами человечества, и поэтому для оказания психологического эффекта им был придан угрожающий внешний вид. В ранних набросках они были больше похожи на птиц. Изначально планировалось сделать турианцев голыми для большего устрашения, поэтому их тело покрыто экзоскелетом. В конце концов было решено сделать турианцев одной из рас Цитадели, но сохранить их милитаристский дух и враждебность к людям. Однако для избежания излишней штампованности турианцев как «плохих ребят» команда решилa сделать представителя их расы одним из ближайших союзников Шепард(а). За основу внешности Гарруса Вакариана был взят стандартный концепт-арт, но уже в начале было решено, что он будет носить сине-чёрный костюм. В первой части Mass Effect Гаррус не может вступить в роман с главным героем, так как разработчики не были уверены, что инопланетянин вызовет у кого-либо из игроков романтические чувства.
В противовес турианцам азари задумывались как раса с подчёркнутой привлекательностью. При этом команда решила сделать их представителей исключительно женщинами, объясняя это ограниченностью бюджета, выделенного на разработку вселенной и персонажей. По этой же причине остальные инопланетные расы представлены только мужчинами, а азари были добавлены для «уравновешивания полов». В качестве другой причины разработчики приводили соображение, что наличие сексуально привлекательных женских персонажей — необходимый элемент космической оперы. Для азари создавалось много разных концепт-артов с менее человеческой внешностью, но от них было решено отказаться из опасения, что это испортит их привлекательность. Экспериментируя с различными формами причёсок, разработчики решили заменить волосы на щупальцеподобные отростки; при этом, по задумке, они напоминают форму мокрых волос в тот момент, когда женщины выныривают из воды. После этого было решено продолжить «акватическую идею» и сделать кожу азари голубой. За основу внешности Лиары, представительницы расы азари, был взят стандартный концепт-арт, но её лицо было срисовано с актрисы Мюррей Джиллиан.
Тали’Зора, в отличие от Лиары и Гарруса, создавалась как самостоятельный персонаж и является единственным представителем своего вида в игре, по образцу которой в следующих частях была разработана раса кварианцев. Помимо этого, на окончательную внешность кварианцев повлиял и облик гетов. При этом внешность Тали стала объектом споров между разработчиками, которые так и не пришли к окончательному консенсусу, из-за чего её лицо пришлось скрыть за шлемом. Поначалу едва не была утверждена идея, согласно которой у Тали были безволосая голова, «кошачьи глаза» и белая кожа. Однако Тали стала очень популярна среди игроков-мужчин, что заставило отказаться от идеи открыть такое лицо кварианки в следующих играх из-за страха, что слишком «инопланетное» лицо может стать отторгающим и множество поклонников разочаруется в игре. В результате в Mass Effect 3, в короткой сцене с фотографией кварианки, было решено показать более «человеческую» внешность Тали. За основу была взята фотография Мисс Англии-2005 Хаммасы Кохистани из модельного фото-агентства в Интернете. Модель подверглась минимальным изменениям с помощью графического редактора. Эффект получился обратным; многие фанаты были недовольны слишком «человеческой» внешностью Тали и обвинили разработчиков в «лени», быстро найдя фото-оригинал в Интернете. Впоследствии, в переиздании Mass Effect: Legendary Edition, фотографию заменили, оставив все прежние черты нетронутыми.
Раса Жнецов намеренно создавалась, как лишённая каких либо признаков человечности и антропоморфности. Дрю Карпишин объяснил, что создание жнецов исходило из идеи изобразить как творцов, так и разрушителей, образ божеств, но в рамках научной фантастики. При создании расы, разработчики вдохновлялись работами Лавкрафта, в частности «Великими Древними» — исполинскими космическими божествами, к которым принадлежал и Ктулху. Облик жнецов-флагманов создавался по подобию нимфы листотела. При этом, на этапе разработки первой Mass Effect, согласно сеттингу действия жнецов имели вполне оправданный характер. В частности использование цивилизациями тёмной энергии для перемещения по космосу провоцировало ускорение процесса тепловой смерти Вселенной, жнецы же спасали вселенную, прибегая к самым прямым и жёстким мерам.

### Озвучивание
|                                                                                                |  |
| Марк Мир и Дженифер Хейл, озвучивавшие мужскую и женскую версию Шепард(а) на английском языке. |  |

При создании разных звуков разработчики придерживались минимальной пост-обработки, для чего прибегали к экспериментам с разными источниками. Например, рычащий звук Жнецов представляет собой на деле звук открывающейся крышки крупного мусорного бака, найденного Майком Кентом, одним из разработчиков, во время прогулки по Эдмонтону, затем пониженный на октаву.
Изначально команда Bioware при создании диалогов хотела использовать искусственные голоса, для чего обратилась к разработке японского учёного Хидэюки Савады, создавшего устройство, способное через движение губ считывать нужную информацию и таким образом создавать новые звуки. Однако из-за несовершенства устройства задумку не удалось воплотить, так как, по словам разработчиков, голоса персонажей звучали «безумно и смешно». Однако команда BioWare отметила, что, вероятно, в будущем снова попробует данную технологию, когда она станет гораздо совершеннее.
При разработке особое внимание было уделено созданию диалогов с озвучиванием реальных актёров. Для каждого персонажа детально разрабатывались мимика и телодвижения. Самым сложным для сценаристов было создавать разные варианты одних и тех же диалогов, для чего требовалось много времени и большой объём работы. Так, за 3 года для диалогов в общей сложности было записано 400 000 слов и более 20 000 строк диалогов. Каждая аудиосессия длилась в среднем по 4 часа. Согласно утверждениям Карпишина, такое же количество диалогов помещается в 20 фильмах или 4—5 романах. По словам разработчиков, с помощью диалогов они стремились передать множество вариантов индивидуальности главного персонажа, чтобы игрок мог выбрать, быть ли ему добрым, нейтральным или даже злым.
Для большинства инопланетных рас голоса обрабатывались с помощью специальных программ, например, турианцам и кварианцам придавали в голосе вибрацию, кроганам понижали частоту голоса, а саларианцам — наоборот. Тали говорит с выраженным и стереотипным акцентом жителя юго-восточной Европы; разработчики стремились таким оригинальным способом сопоставить кварианцев с цыганской нацией, учитывая их кочующий образ жизни и дурную репутацию среди остальных рас Млечного Пути как бродяг и воров. Во время ранней разработки над голосами инопланетян работал, в том числе, и Марк Мир, которому вскоре предложили озвучить мужскую версию главного героя Шепарда. По словам актёра, его персонаж вне зависимости от любых обстоятельств оставался военным, и это необходимо было учитывать. Нужно было озвучить Шепарда так, чтобы голос подходил как благородному, самоотверженному герою, так и жестокому, безжалостному человеку.
Кимберли Брукс, озвучивавшая персонажа Эшли, отметила, что через озвучивание должна была передать сложность её характера, отразить как холодность, ставшую результатом тяжёлых моментов и потерь близких в прошлом, и большой боевой опыт, так и запрятанную в глубине её души мягкую и ранимую сторону. Фред Таташор, озвучивавший Сарена, отметил, что перед ним стояла сложная задача: озвучить, с одной стороны, злодея, а с другой — рационального, умного воина, преисполненного чувством гордости, не меньшим, чем у Макиавелли. Вдобавок необходимо было передать внутренний конфликт персонажа, вызванный тем, что на его сознание и мысли сильно влияла синтетическая раса Жнецов.

## Музыка
Над музыкальными композициями работал Джек Уолл, до этого создавший саундтрек к игре Jade Empire 2005 года, также разработанной BioWare. Хадсон имел чёткое представление о том, какую музыку он хотел слышать к игре; по его словам, вдохновением для него послужила музыка из известных научно-фантастических фильмов конца 1970-х и начала 1980-х годов, в частности, из фильма «Бегущий по лезвию». Разработчик хотел, чтобы музыка обладала большой эмоциональной силой, необходимой для поддержки «удивительных» визуальных эффектов и драматической истории в игре.
Задачей композитора было создание электронной музыки, отражающей футуристический дух и мистическую чувственность. Кейси выбрал в качестве основного композитора Уолла за его способность, по мнению разработчика, работать в разных музыкальных стилях. Одновременно композиторам была дана определённая творческая свобода, чтобы выразить себя, для чего Уолл сочетал электронные музыкальные инструменты 1970—1980-х годов с более современными музыкальными спецэффектами. Прежде Уолл никогда не сочинял музыку в подобном жанре. Сэм Хьюлик, обладавший большим опытом в создании оркестровой музыки, помогал ему совместить электронную музыку с оркестровым сопровождением, таким образом соединив футуристическую электронику с классическим оркестровым фундаментом. Позже к Хадсону присоединились также Ричард Джейкс и Дэвид Кэйтс, чтобы помочь вовремя дописать все композиции. Все саундтреки стилизованы под кинематографическую музыку, таким образом способствуя большему углублению игрока в сюжет игры. Общая длина саундтрека составляет 110 минут.
20 ноября 2007 года лейблом Sumthing Else был выпущен альбом Mass Effect Original Game Soundtrack, включающий в себя 37 треков из игры с общей длительностью 1 час и 15 минут. Альбом также включает в себя композицию из мини-альбома M4 канадской инди-рок группы Faunts, которая также звучит в игре во время финальных титров. 13 ноября 2012 года лейблом FUNimation был выпущен другой альбом под названием Mass Effect Paragon Lost Original Motion Picture Soundtrack общей длительностью 1 час и 9 минут. Альбом включает в себя 27 треков из Mass Effect: Paragon Lost — аниме-сериала, созданного по мотивам игры.
20 апреля 2008 года музыкант Джимми Хинсон, который в будущем будет работать над музыкой к Mass Effect 2, выпустил на своём сайте альбом Mass Effect, включающий в себя ремиксы музыкальных композиций, создававшихся для Mass Effect. Выход альбома он посвятил своим друзьям Джеку Уоллу, Сэму Хьюлику и другим, принимавших участие в создании музыки к игре.
| №                   | Название                 | Автор(ы)                              | Длительность |
| ------------------- | ------------------------ | ------------------------------------- | ------------ |
| 1.                  | «Mass Effect Theme»      | Джек Уолл и Сэм Хьюлик                | 2:21         |
| 2.                  | «The Normandy»           | Сэм Хьюлик                            | 1:35         |
| 3.                  | «Eden Prime»             | Джек Уолл                             | 1:34         |
| 4.                  | «Battle At Eden Prime»   | Сэм Хьюлик                            | 1:23         |
| 5.                  | «Saren»                  | Джек Уолл                             | 2:00         |
| 6.                  | «The Citadel»            | Ричард Джейкс, Джек Уолл и Сэм Хьюлик | 1:45         |
| 7.                  | «The Presidium»          | Джек Уолл                             | 1:32         |
| 8.                  | «The Wards»              | Джек Уолл                             | 3:14         |
| 9.                  | «Criminal Elements»      | Джек Уолл                             | 1:56         |
| 10.                 | «Spectre Induction»      | Ричард Джейкс, Джек Уолл и Сэм Хьюлик | 1:55         |
| 11.                 | «Liara's World»          | Джек Уолл                             | 2:35         |
| 12.                 | «A Very Dangerous Place» | Сэм Хьюлик                            | 2:40         |
| 13.                 | «Feros»                  | Джек Уолл                             | 1:34         |
| 14.                 | «Protecting The Colony»  | Сэм Хьюлик                            | 1:56         |
| 15.                 | «The Thorian»            | Джек Уолл и Сэм Хьюлик                | 3:12         |
| 16.                 | «Noveria»                | Джек Уолл                             | 2:14         |
| 17.                 | «The Secret Labs»        | Сэм Хьюлик                            | 2:39         |
| 18.                 | «The Alien Queen»        | Ричард Джейкс, Джек Уолл и Сэм Хьюлик | 1:44         |
| 19.                 | «Fatal Confrontation»    | Джек Уолл                             | 1:09         |
| 20.                 | «Saren's Base»           | Джек Уолл                             | 1:37         |
| 21.                 | «Breeding Ground»        | Ричард Джейкс, Джек Уолл и Сэм Хьюлик | 3:47         |
| 22.                 | «Virmire Ride»           | Джек Уолл                             | 1:41         |
| 23.                 | «Exit»                   | Ричард Джейкс, Джек Уолл и Сэм Хьюлик | 1:54         |
| 24.                 | «Love Theme»             | Джек Уолл                             | 1:54         |
| 25.                 | «Uncharted Worlds»       | Сэм Хьюлик                            | 1:16         |
| 26.                 | «Ilos»                   | Джек Уолл                             | 1:39         |
| 27.                 | «Vigil»                  | Джек Уолл                             | 1:44         |
| 28.                 | «Sovereign's Theme»      | Сэм Хьюлик                            | 1:19         |
| 29.                 | «Uplink»                 | Сэм Хьюлик                            | 1:12         |
| 30.                 | «Battling Saren»         | Джек Уолл                             | 1:38         |
| 31.                 | «In Pursuit Of Saren»    | Джек Уолл и Сэм Хьюлик                | 1:37         |
| 32.                 | «Infusion»               | Ричард Джейкс, Джек Уолл и Сэм Хьюлик | 1:30         |
| 33.                 | «Final Assault»          | Ричард Джейкс, Джек Уолл и Сэм Хьюлик | 2:02         |
| 34.                 | «Victory»                | Сэм Хьюлик                            | 0:51         |
| 35.                 | «From The Wreckage»      | Сэм Хьюлик                            | 1:54         |
| 36.                 | «The End (Reprise)»      | Джек Уолл и Сэм Хьюлик                | 1:10         |
| 37.                 | «M4 Part II (Faunts)»    | Faunts                                | 8:18         |
| Общая длительность: | Общая длительность:      | Общая длительность:                   | 1:15:42      |

## Анонс и выход
| Системные требования    | Системные требования                                                                          | Системные требования                                          |
| ----------------------- | --------------------------------------------------------------------------------------------- | ------------------------------------------------------------- |
|                         | Минимальные                                                                                   | Рекомендуемые                                                 |
| Персональные компьютеры |                                                                                               |                                                               |
| ОС                      | Windows XP и Windows Vista                                                                    | Windows XP и выше                                             |
| ЦПУ                     | 2,4 ГГц Intel или 2,0 Ггц AMD                                                                 | 2,6 Ггц Intel или 2,4 Ггц AMD и выше                          |
| Объём ОЗУ               | 1 Гб RAM (XP)/2 Гб RAM (Vista)                                                                | 2 Гб RAM и выше                                               |
| Место на диске          | 12 Гб                                                                                         | 12Гб и выше                                                   |
| Дисплей                 | Nvidia GeForce 6 (6800GT или лучше) или / ATI Radeon 1300XT с поддержкой шейдерной модели 3.0 | GeForce 7900 GTX / ATI Radeon X1800 XL и выше                 |
| Звуковая плата          | Совместимая с DirectX 9.0 c совместимая звуковая карта                                        | Совместимая с DirectX 9.0 c и выше совместимая звуковая карта |

Ещё до официального анонса в игровом сообществе широко распространялись слухи о предстоящем выходе масштабного проекта от BioWare после посещения командой редакторов IGN студии разработчиков, в которой они узнали, что BioWare купила лицензию игрового движка Unreal Engine, чтобы использовать её для возможной разработки нового шутера от первого лица по авторской научно-фантастической вселенной. Слухи о разработке игры официально подтвердились в сентябре 2005 года и тогда стало известно, что для создании игры используется новейшая версия игрового движка Unreal Engine 3.
Официальный анонс игры состоялся на выставке Xbox show в Амстердаме 4 октября 2005 года. Тогда стало известно, что игра будет выпущена исключительно для игровой приставки Xbox 360. В мае 2006 года демоверсия игры была представлена на выставке Electronic Entertainment Expo и получила премию Game Critics Awards как лучшая ролевая игра. Помимо этого, редакторы журнала IGN присвоили игре награды за лучшую компьютерную графику и инновационный дизайн 2006 года. Mass Effect была включена в число самых ожидаемых игр 2007 года. Новые подробности геймплея были показаны в сентябре 2006 года на очередной выставке Xbox show в Барселоне. Помимо этого, геймплей в течение часа демонстрировался на общественном мероприятии Game Developers Conference в Сан-Франциско в марте 2007 года. Повторно Mass Effect была также показана на выставке Electronic Entertainment Expo в июле 2007 года, где получила награды от игровых критиков как лучшая игра для консолей и RPG, а затем на выставке Games Convention в Лейпциге в августе 2007 года. 30 августа 2007 года было объявлено, что игра выйдет 20 ноября этого же года. Некоторые розничные продавцы в Австралии при предзаказе игры также выдавали бонусные диски с 5-минутным документальным фильмом о разработке игры, списком саундтрека к игре и несколькими игровыми трейлерами. В массовую печать игра вышла 22 октября 2007 года.
Выход Mass Effect официально состоялся 20 ноября 2007 года в США для игровой приставки Xbox 360, хотя в Австралии копии игры вышли на продажу ещё 16 ноября, так как официально дистрибьютор EB Games, получив заранее копии игры, не согласовал с EA Games намеченную дату выхода. Копии игры продавались в обычном и ограниченном издании, которое включало в себя бонусный диск с материалами о разработке, саундтреком и дизайнерской галереей, включающей в себя 600 изображений, к каждому из которых был прикреплён отдельный аудиофайл.
28 мая 2008 года, студией Demiurge Studios была выпущена версия игры для Microsoft Windows. Новая версия получила оптимизированные элементы управления, разработанные специально для персональных компьютеров, графику высшего разрешения, новый пользовательский интерфейс и другие мелкие изменения. В России и Евросоюзе игра вышла 6 июня 2008 года. В России игра вышла без русского озвучивания (были переведены только тексты), которое появилось позже в «Золотом издании» 25 сентября 2009 года. Переводом занималась компания-локализатор Snowball Studios, дистрибуцией игры занималась компания фирма «1С». Издание также включало в себя дополнение «Гибель с небес» и электронные версии трёх руководств пользователя.
BioWare изначально хотела внедрить в игру программы защиты SecuROM и DRM, которые требовали бы онлайн-активацию и проверку подлинности через каждые 10 дней, а при установке игры на компьютер можно было бы вводить ключ продукта только 3 раза. Новость вызвала гневную реакцию у многих фанатов, некоторые из них даже призывали устроить бойкот. BioWare немедленно отреагировала на выражения недовольства и обещала, что не введёт требования постоянной аутентификации игры, но по-прежнему оставит ограничение на установку 3 раза, а те, кому часто приходится менять компьютерное оборудование, могут обратиться в службу поддержки с просьбой позволить ещё раз установить игру. В апреле 2009 года Electronic Arts выпустила инструмент деавторизации, позволяющий аннулировать привязку ключа продукта к учётной записи и заново использовать ключ 3 раза для установки игры.
В 2012 году, через 5 лет после выхода оригинальной версии игры для Xbox 360, Mass Effect была выпущена для PlayStation 3. Портированием занималась компания Edge of Reality, также улучшив некоторые графические характеристики игры. Mass Effect стала доступна для платного скачивания в онлайн-магазине PlayStation Network в составе коллекционного издания, включающего в себя всю трилогию Mass Effect. В 2015 году игру доработали, чтобы сделать её совместимой с приставкой Xbox One. Mass Effect стала одной из первых игр, работающих в режиме обратной совместимости на этой консоли.
6 ноября 2012 года Mass Effect была выпущена в составе Mass Effectː Trilogy — особого издания, включающего в себя, помимо оригинальной игры, и 2 её продолжения. В издании также включены все дополнения для Mass Effect и часть дополнений для второй и третьей части игры.

### Legendary Edition
14 мая 2021 года состоялся выход издания-ремастера Mass Effect: Legendary Edition, которое включает оригинальную Mass Effect, а также два её прямых продолжения — Mass Effect 2 и Mass Effect 3 для персональных компьютеров, а также игровых приставок PlayStation 4 и Xbox One. Игры подверглись значительным графическим улучшениям, в них добавили поддержку разрешения 4K и HDR и повышенную частоту кадров. В Mass Effect также была переработана и усовершенствована боевая система, поведение камеры и управление вездеходом «МАКО».
Разработкой занималась студия BioWare при поддержке Abstraction Games и Blind Squirrel Games. Впервые о возможных планах по созданию ремастера BioWare объявляла ещё в 2014 году, однако официальный анонс состоялся в конце 2020 года. Abstraction Games помогала разработчикам в адаптации трилогии для игровых приставок нового поколения, а также в оптимизации и графических улучшениях. Креативным директором в разработке выступил Кейси Хадсон, комментируя анонс так: «Наша цель состояла не в создании ремейка или переосмыслении оригинальных игр, а в усовершенствовании опыта, так, чтобы как старые фанаты, так и новые игроки смогли испытать опыт оригинальной работы в лучшей её форме». Основная часть разработки пришлась на переработку оригинальной Mass Effect, создатели сравнили конечный продукт с ремейком, в то время, как Mass Effect 2 и Mass Effect 3 получились ремастерами. Игры также совместимы с игровыми приставками Xbox Series X/S и PlayStation 5.

## Медиа

### Печатные издания
В марте 2007 года стало известно, что компания Bioware заключила контракт с Del Rey на выпуск романов-приквелов по Mass Effect; автором истории выступил Дрю Карпишин, написавший основной сценарий к игре. По сюжету главный герой — Дэвид Андерсон. Первая Книга «Открытие» (англ. Revelation) была выпущена 1 мая 2007 года и повествует, как Андерсон, расследуя нападение на секретную базу Альянса систем, вынужден сотрудничать с Сареном Артериусом. Вторая книга «Восхождение» (англ. Ascension) была выпущена 29 июля 2008 года и посвящён планам организации «Цербер» внедрить своих агентов в программу, изучающую биотические способности людей. Третий роман — «Возмездие» (англ. Retribution) — был выпущен 27 июля 2010 года и рассказывает о том, как «Цербер» похищает своего бывшего сотрудника, чтобы вживить в него имплантат Жнецов для их лучшего изучения. Однако эксперимент выходит из-под контроля. Четвёртый и последний роман «Обман» вышел 31 января 2012 года и повествует о приключениях юных биотиков Джиллиан и Ника, а также о противоборстве Дэвида Андерсона и Кали Сандерс с убийцей «Цербера» Кай Ленгом. Все 4 романа были переведены на русский язык и выпущены в России издательством «Азбука».
Помимо романов, по мотивам игры также было выпущено множество серий комиксов, первая из которых, «Искупление» (англ. Redemption), включает в себя 4 главы и выпускалась с 6 января по 7 апреля 2010 года. По версии сайта Game Informer, комикс вошёл в список 7 лучших комиксов по мотивам компьютерных игр. Вторая серия комиксов — «Эволюция» — включает в себя также 4 комикса и выпускалась с января по апрель 2011 года, рассказывая о событиях Войны Первого контакта, в центре которых оказываются Джек Харпер (ещё до того, как он стал Призраком) и его команда. Третья серия комиксов — «Вторжение» (англ. Invasion) — выпускалась с октября 2011 года по январь 2012 года, автором сюжета выступили Мак Уолтерс и Джон Джэксон Миллер. Эта серия рассказывает о борьбе за контроль над космической станцией Омега между организацией «Цербер» во главе с Призраком и «королевой» Омеги Арией Т’Лоак. Четвёртая серия выпускалась с апреля по август 2012 года и, как и предыдущие, состоит из четырёх комиксов, каждый из которых посвящён одному из напарников Шепард(а) — Джеймсу Веге, Тали’Зоре, Гаррусу Вакариану и Лиаре Т’Сони. Авторами выступили Мак Уальтерс, Сильвия Фекетекути и Джереми Барлоу. Последняя серия, самая длинная, состоит из 13 комиксов, каждый из которых посвящён событиям жизни отдельных персонажей из вселенной Mass Effect. Комиксы выпускались с февраля по июль 2014 года. Авторами сюжета выступили Мак Уолтерс и Джереми Барлоу.
Помимо серий, выпускались и одиночные комиксы, например, короткие онлайн-комиксы Incursion и Inquisition, вышедшие в июне—октябре 2010 года.

### Экранизации
Ещё в 2008 году права на экранизацию игры купил продюсер и соучредитель Marvel Studios — Ави Арад, однако вскоре покинул компанию.
В мае 2010 года EA Games объявила, что киностудии Warner Bros. и Legendary Pictures приобрели права на экранизацию Mass Effect, исполнительными продюсерами в которой выступали Кейси Хадсон, Рэй Музика и Грег Зещюк (все трое из Bioware), в качестве продюсеров — Томас Тулл, Джон Яшни и Ави Арад, а сценаристом должен был выступить Марк Протосевич но он был заменён Морганом Дэвисом Фоэлом. Сам Протосевич заявил, что фильм должен был следовать сюжету оригинальной игры и быть завязан на поисках командой «Нормандии» злодея Сарена. Однако в 2012 году он покинул проект, объясняя это тем, что оказался не готов сократить 9-10 часов сюжетной линии до одного фильма. Когда проектом дальше занимался Морган Дэвис, он заявил, что сюжет фильма охватит независимую историю, не касающуюся Шепард(а). Проект забуксовал также по причине расторжения сотрудничества Legendary Pictures с Warner Brothers, после того, как те не поделили права на экранизации по вселенной DC. Так в 2013 году Legendary Pictures подписала договор о сотрудничестве с Universal Studios, последняя согласилась на распространение экранизации Mass Effect, если её закончат. А Кейси Хадсон, исполнительный продюсер BioWare, описал сюжет, как «нечто особенное». В этом же году Ави Арад дал интервью для Kotaku, отметив следующееː
Главная идея в том, что мы, люди, — самая неразвитая раса, которой меньше всего доверяют. Это интересное отражение того, каким мы видим наш мир, в котором мы теперь сами являемся пришельцами. Мне очень нравится этот проект, мы работаем над ним, и уже много чего сделали; некоторые фильмы делаются по пять, шесть лет, пока не будут готовы.
Оригинальный текст (англ.)"It's a big idea, that we, humans, are the least developed, the least trusted, it's an interesting mirror image of our world, we are the aliens now. Love the project, it's getting there, it's been a lot of work; some movies take five, six years before they're ready.Ави Арад, творческий сотрудник Marvel Studios
Однако с 2013 года никаких упоминаний о ходе производства, режиссёре, актёрах и команде не появлялось.
7 апреля 2011 года стало известно о создании американской студией Funimation Entertainment и японской студией T.O Entertainment аниме-экранизации — Paragon Lost, события которой происходят во вселенной Mass Effect. Выход фильма состоялся 28 декабря 2012 года. По сюжету Джемс Вега во главе элитного отряда пытается спасти человеческую колонию от «коллекционеров», которые попытаются захватить и похитить людей.
В ноябре 2021 года стало известно, что Amazon заключает сделку с EA Games на создание фантастического сериала по мотивам Mass Effect. Известно, что компания желает экранизировать больше популярных франшиз после успеха сериала «Колесо времени». На новость отреагировали некоторые ключевые разработчики оригинальной трилогии. Главный сценарист Дрю Карпишин выразил надежду, что его привлекут к проекту, как и композитор Сэм Хьюлик. Другой главный сценарист Дэвид Гайдер выступил против того, чтобы главным героем истории делали капитана Шепард(а), так как сценаристам придётся приписывать ему/ей пол, внешность и идентичность, что противоречит оригинальной идее персонажа—пустышки, которого развивает сам игрок. Также Гайдер указал на то, что сериал подразумевает линейный сюжет; именно выбор, по мнению Гайдера, делал сюжетное развитие в Mass Effect, как и в Dragon Age таким особенным; без этого история превратится в заурядное научно-фантастическое шоу.

### Игры для мобильных устройств
По вселенной Mass Effect было выпущено несколько независимых игр для мобильных устройств; первая из них — Galaxy была выпущена студией BioWare 22 июня 2009 года для iPhone и iPod Touch. Игра выполнена в двухмерной графике. По сюжету игры Джейкоб Тейлор должен предотвратить теракт, планируемый батарианцами, и узнать о его связи с послом батарианцев. IGN дал игре оценку 5 из 10, похвалив за его оригинальный стиль, однако назвав графику слабой, а повествование — скучным. В целом журнал посоветовал не тратить время на игру.
Вторая игра под названием Infiltrator была выпущена независимой студией IronMonkey 6 марта 2012 года для iOS, 22 мая того же года для Android и 13 июня 2013 года для BlackBerry 10. Игра выполнена в трёхмерной графике. Сюжет повествует o Рэндалл Эзно, оперативнике террористической организации «Цербер». Эзно осознаёт злые умыслы организации и стремится освободить заключённых с одной из её баз. Оценки у игры для iOS были смешанные; на сайте-агрегаторе Metacritic средняя оценка составляла 67 % на основе 23 отзывов. Игру хвалили за хорошую графику, но рецензентами при этом критиковался механизм управления, делающий уровни практически непроходимыми. После обновления 1.0.3 многие недостатки, в том числе и управления, были исправлены, после чего игра получала более высокие оценки. Отзывы на Android-версию игры были в общем положительнее.

## Восприятие
| Сводный рейтинг       | Сводный рейтинг | Сводный рейтинг | Сводный рейтинг |
| Издание               | Оценка          | Оценка          | Оценка          |
| Издание               | PC              | PS3             | Xbox 360        |
| --------------------- | --------------- | --------------- | --------------- |
| GameRankings          | 89,70 %         | 82,00 %         | 91,24 %         |
| Metacritic            | 89/100          | 85/100          | 91/100          |
| Иноязычные издания    |                 |                 |                 |
| Издание               | Оценка          | Оценка          | Оценка          |
| Издание               | PC              | PS3             | Xbox 360        |
| 1UP.com               | A-              | N/A             | A               |
| CVG                   | 9,2/10          | N/A             | 9,0/10          |
| Edge                  | 7/10            | N/A             | N/A             |
| Eurogamer             | 8/10            | N/A             | 8/10            |
| Game Informer         | N/A             | N/A             | 9,75/10         |
| GamePro               | N/A             | N/A             | 4,75/5          |
| GameSpot              | 9,0/10          | N/A             | 8,5/10          |
| GameSpy               | [ 154 ]         | N/A             | [ 167 ]         |
| GamesRadar+           | 9/10            | N/A             | 9/10            |
| GameTrailers          | N/A             | N/A             | 9,6/10          |
| IGN                   | 9,4/10          | 9,0/10          | 9,4/10          |
| OXM                   | N/A             | N/A             | 10/10           |
| X-Play                | [ 175 ]         | N/A             | [ 176 ]         |
| Русскоязычные издания |                 |                 |                 |
| Издание               | Оценка          | Оценка          | Оценка          |
| Издание               | PC              | PS3             | Xbox 360        |
| 3DNews                | 9,5/10          | N/A             | N/A             |
| Absolute Games        | 79 %            | N/A             | N/A             |
| PlayGround.ru         | 8,6/10          | N/A             | N/A             |
| «Игромания»           | 9,5/10          | N/A             | N/A             |

### Критика
Игра получила хорошие отзывы. На сайте-агрегаторе Metacritic средняя оценка критиков Mass Effect для Xbox 360 составляет 91 баллов из 100, а оценка пользователей — 87.
Главными преимуществами игры были признаны интерактивное повествование и кинематографический дизайн, в то время как дизайн боевых систем и транспорта были признаны её слабой стороной. Кевин ВанОрд c сайта GameSpot описал Mass Effect как великолепную игру, в чём-то даже безупречную, однако имеющую ряд небольших, но существенных недостатков, которые не позволили проявиться её потенциалу в полной мере. Похожего мнения придерживается и Эрик Брадвиг, отметив, что, несмотря на некоторые моменты, касающиеся ряда технических вопросов, сама игра настолько мастерски поставлена, что достойно компенсирует свои недостатки. Геннадий Сапрыкин из сайта 3DNews считает, что выход игры был подобен взрыву в игровой индустрии, чему способствовала удачная пиар-кампания. Mass Effect «ненадолго позволила обладателям Xbox 360 посмеиваться над обладателями PC… но после выхода игры на персональных компьютерах бомба разорвалась ещё сильнее, чем в первый раз». Критик считает, что игра позволяет налюбоваться окружающим миром, пострелять и послушать философские разговоры, одновременно игрока не нагружают заумными беседами на тему добра и зла, а персонажей также не делят на хороших и плохих, за исключением Сарена; игрок может сам выбирать для себя правду, которая у каждого отдельного персонажа здесь своя.

#### Сюжет и вселенная
Критики признали наличие подробной и глубокой сюжетной линии и множественных диалогов с персонажами одним из главных преимуществ игры: например, Поул Картойс из Official Xbox Magazine назвал Mass Effect «отличным научно-фантастическим романом в форме видеоигры», отметив, что она раскрывает эмоции и нюансы, до которых большинство игр не снисходит. Эндрю Рейнер с сайта Game Informer считает, что интерактивное повествование игры делает Mass Effect реиграбельной, а детализированная сюжетная линия создаёт ощущение реальности — невольно начинаешь беспокоиться за членов своей команды и действительно чувствуешь, что своими действиями влияешь на ход событий в галактике. Алекс Дейл с сайта CVG придерживается похожей точки зрения, отмечая, что никогда прежде он не видел «настолько развитое повествование в игре» и никогда прежде у игрока «не было столько свободы выбора и влияния на развитие сюжетной линии». Критик «Игромании» отдельно похвалил игру за проработанность сюжета отдельных сторонних квестов, у каждого из которых есть свой интересный и уникальный сюжет. Рецензент 3DNews считает, что благодаря вариации диалогов в стиле интерактивного кино Mass Effect стала исключительной игрой — одной из немногих, которые сложно удалить с жёсткого диска. Рецензент издания Edge, напротив, посчитал, что попытка создать сюжет в духе космической оперы провалилась и не смогла обеспечить такую экзотическую атмосферу, как во вселенной «Звёздных Войн». Издание также раскритиковало персонажей и общий тон игры, отметив, что её создатели настолько хотели, чтобы их воспринимали всерьёз, что итогом стало чувство непреходящей мрачности. Похожего мнения придерживается и представитель сайта Absolute Games, назвав игру нудной болтливой RPG, где реплики главного героя сухи и скучны, а остальные персонажи лишены чувства юмора. Кристэн Рид из Eurogamer отметил, что медленное развитие начала сюжета и подавляющая обстановка могут смутить игрока и отпугнуть ещё до того, как он поймёт саму суть игры и что к чему идёт.
С другой стороны, некоторыми рецензентами было отмечено явное сходство Mass Effect со «Звёздными войнами» и другими научно-фантастическими лентами. Рецензент сайта Playground считает, что хорошему мнению об игре способствовала рекламная кампания «консольной публики», позиционировавшей её как идеальную. По мнению критика, BioWare вырастили гибрид Kotor и Gears of War и, несмотря на крайнюю схожесть Mass Effect с Kotor, первая получилась крайне увлекательной и яркой, наделённой «голливудской внешностью и лоском» с «шикарной» графикой. Критик назвал мир живым и осязаемым, а глубину проработки вселенной и героев — поражающей. История и устройство мира, по мнению рецензента, получились идеальными, а расы непохожи друг на друга. Критик сайта Absolute Games назвал Mass Effect крепким боевиком класса B, ставшим «глотком свежего воздуха» для любителей космических опер на фоне унылых приквелов «Звёздных Войн», «пустых» фантастических сериалов и двух вполне неплохих игр Knights of the Old Republic, «мелькнувших на тёмном небосводе „космических опер“ и также погасших, оставив поклонников жанра наедине с ностальгией». Одновременно он называет сюжет новой игры избитым, построенным на дилемме «добрый-злой», где джедаи — это агенты, СПЕКТРы, решающие судьбу всей галактики. Согласно критику, сюжет игры также переполнен вторичными образами и ходами, «утрамбованными» в 20 часов. Например, Цитадель с её правящим советом напомнили ему Babylon 5 и Star Trek, таинственная исчезнувшая цивилизация протеан — цикл романов «Врата» Фредерика Пола, таинственная и злая синтетическая раса Жнецов — Battlestar Galactica и «Терминатор»; имеются и прочие заимствования в виде разумного растения, генетических опытов, кровожадных насекомых и так далее. Критик Playground и вовсе уверен, что Mass Effect  настолько идентична Kotor, что по праву может считаться её третьей частью. Георгий Курган из журнала «Игромания» отметил, что успеху игры способствовал её выход в подходящее время, когда в мире жанра научной фантастики стал намечаться застой на грани кризиса, а сама игра, хоть и своим клишированным сюжетом похожа на другие научно-фантастические произведения, берёт своё за счёт качественной постановки, новшеств и по праву достойна называться космической оперой, где главным героем становится сам игрок. Рецензент отметил, что эффект от режиссуры получился фантастическим, сюжет динамичен; также он отдельно оценил возможность не выбирать конкретную фразу, а задавать тон диалога. Таким образом это освобождает игрока от чтения «километровых предложений».

#### Графика и озвучивание
Геймплейная составляющая игры в отличие от сюжета получила хоть и положительные, но более сдержанные оценки. Важными достоинствами игры стали её качественная и детализированная графика, естественное освещение, проработанные персонажи и их мимика. Похвал от критиков также удостоились качественное музыкальное сопровождение и озвучивание, не лишённое, однако, некоторых недочётов; Дженнифер Цай с сайта 1UP.com отметила, что хорошее озвучивание персонажей придало им большую реалистичность, «почти как живым людям», но в то же время заметила некоторые недочёты в синхронизации голоса и движения губ. Критик сайта 3DNews назвал диалоги идеально выверенными и такими же качественными, как и сама игра, однако, отмечая: «Правда, бывает смешно слушать инопланетян, говорящих на английских диалектах». Некоторые критики заметили периодическое падение частоты смены кадров и длительное время загрузки. У рецензента сайта Absolute Games электронная музыка в игре вызвала ощущение «старины», заставила поверить, что на экране фильм-ровесник культовых научно-фантастических фильмов.
Русская локализация от «Золотого издания» получила сдержанные отзывыː журналисты «Игромании» писали, что озвучивание на русском языке выполнено на уровне среднестатистической отечественной локализации и проигрывает оригиналу по всем направлениям: в частности, «Шепард говорит голосом столичного интеллигента, а кварианка Тали — с интонациями обиженной институтки», а перевод не спасают даже время от времени вставляемые ругательства. Критик сайта Stopgame.ru отметил, что неаккуратный перевод с английского языка фраз в некоторых сценах прямо искажал их смысл. Попытка создать гендерно-нейтральные диалоги также ухудшила качество перевода; постоянное обращение на «вы» подходит далеко не всем диалогам, особенно курьёзно оно звучит из уст кроганов. Также критик отметил чрезмерное растягивание диалогов в русском озвучивании. Реплики Шепарда-мужчины, с его точки зрения звучат «откровенно наигранно, неестественно и с постоянными вздохами»; Шепард-женщина при этом звучит гораздо естественнее и ближе к оригинальному озвучиванию, хотя тоже не идеально. Рецензент считает, что проблема крылась в плохой организации, где актёры озвучивания не совсем понимали, как и каких персонажей они должны озвучивать. Например актриса, озвучивавшая Лиару, придаёт её репликам тон восьмилетнего ребёнка. За редким исключением, диалоги в игре не передают характер и переживания персонажей, но озвучивание некоторых второстепенных персонажей внезапно оказалось неплохими.

#### Боевая система
Боевая система в игре получила неоднозначные отзывы из-за несбалансированной механики и слабого искусственного интеллекта членов отряда. Критик «Игромании» назвал геймплей в общем неплохим, но однообразным: формально игрок перемещается по разным локациям и планетам, выполняя разные мелкие квесты, но многие из которых требуют постоянных повторов действий и «страдают эффектом Assassin’s Creed»: первые пять-десять раз «исследовать заброшенные базы и спасать шахтеров ещё занятно, а вот потом накатывает смертная тоска».
Рецензент Absolute Games назвал ролевую часть Mass Effect неплохой, «не столь куцей, как в Jade Empire, но и далёкой от богатства D&D». Редакторы Edge отметили, что элементы RPG и экшена плохо сочетаются друг с другом; IGN посчитала, что члены отряда «часто годятся разве что на пушечное мясо, отвлекающее врагов от вас». Инвентарь в версии для Xbox 360 также был раскритикован за несовершенство; критик сайта 1UP.com считает, что пользоваться им слишком утомительно. Рецензенты отметили, что система изучения вселенной схожа с теми, что были в игре Starflight 1986 года выпуска. При этом была высоко оценена возможность выполнять разнообразные и незначительные миссии; по мнению Кристиана Рида с сайта Eurogamer, RPG-составляющая игры устроена так, что чем дольше ты в неё играешь, тем больше удовольствия игроку доставляет проходить новые сражения, так как по мере прохождения и собирания очков оружие становится лучше, удобнее, улучшается защита, но одновременно и враги становятся сильнее; также критиком была оценена возможность носить с собой весь арсенал оружия и мгновенно менять его во время боя. Но рецензентов разочаровал боевой транспорт МАКО из-за его «неуклюжести» и сложности управления в условиях неровной и скалистой местности. Версии игры для Microsoft Windows и PlayStation 3 получили похожие отзывы. Редактор Playground назвал идею совместить RPG и сражения в стиле Gears of War очень живучей. Критик назвал поведение врагов достаточно грамотным, а сам бой, по его мнению превращается в увлекательный тактический поединок; тактическая схема получилась также очень удобной. При этом игра заставляет игрока подбирать правильную стратегию, поэтому боя в духе «тупо нажимать на курок» здесь не получится. Аналогичного мнения придерживается и рецензент GameGuru, считая, что для победы в сложных боях игроку придётся прибегать ко всему многообразию возможностей персонажей. Их поддерживает рецензент GameSpy, отмечая, что для успеха игроку необходимо уметь обращаться с оружием и продумывать стратегию. В противном случае на конечных уровнях игра просто станет непроходимо сложной. Отдельно критик Playground похвалил боевой класс биотиков, позволяющий игроку использовать «фееричные» умения — например, швырять врагов в воздух. Критик «Игромании», наоборот, назвал боевую систему «простой, как пробка, но проверенной», а её экшен-механика, по его словам, «превращает Mass Effect в яростную, свирепую игру, где тридцать часов пролетают как один».
Версия игры для персонального компьютера, по мнению критиков, по сравнению с оригиналом для Xbox 360 обладает более удобным интерфейсом, идеально проработанным для работы с клавиатурой и мышкой. Введение тактической паузы — возможности с помощью горячей клавиши приостанавливать время во время боя для выбора особых способностей или смены оружия — стало несомненным преимуществом перед консольной версией. Также с помощью мышки гораздо легче пользоваться инвентарём. Однако редакторы сайта GameGuru в своей рецензии от 2008 года предупредили, что красивая и передовая графика игры очень дорого обойдётся пользователям персональных компьютеров, которым для нормальной работы игры потребуется как минимум 4 гигабайта оперативной памяти и самая мощная видеокарта. При этом игра на компьютерах постоянно зависает, возникают критические ошибки, приводящие к её вылету. В худшем случае пользователь просто не сможет запустить игру.

### Признание и охват
По данным Джеффа Белла, меньше чем через 3 недели по всему миру было продано более миллиона копий игры, а по состоянию на январь 2008 года всего было продано 1,6 миллионов копий Mass Effect. Mass Effect получила ряд премий и наград — например, как лучшая RPG в 2007 году по версии Spike Video Game Awards и IGN и в 2008 году по версии D.I.C.E. Awards. Помимо этого, The New York Times избрала Mass Effect игрой года. В 2008 году редакторы IGN поставили Mass Effect на первое место с списке 25 лучших игр для Xbox 360.
Сайт GameSpy присвоил игре 8-е место в списке лучших игр 2008 года. «Видеомания», видеоприложение к журналу «Игромания», назвала Mass Effect игрой года в 2007 году. ПК-версия игры также заняла второе место в номинации «RPG года» (2008) журнала. Mass Effect заняла 30-е место в списке 100 лучших игр в истории по версии сайта Empireonline и первое место среди популярнейших ролевых игр для приставки Xbox 360 по версии IGN. Игра также вошла в книгу «1001 видеоигра, в которые стоит поиграть перед смертью». Главный персонаж Шепард получил(а) премию «Герой поколения» по версии журнала «Игроман» Игровой сайт PC Gamer составил рейтинг лучших и худших союзников Шепард(а), где худшее место без учёта персонажей, появившихся во второй и третьей частях, получил Кайден Аленко (получившийся, по мнению редакторов, скучным персонажем), после него идёт Эшли Уильямс: хотя персонаж обладает сложным характером и интересной биографией, многих игроков оттолкнуло её расистское отношение к инопланетянам. Первую позицию в рейтинге занял Гаррус Вакариан — «прирождённый Робин Гуд» — он настоящий боевой товарищ, готовый прикрыть спину, командный боец, но в то же время в роли лидера с треском проваливающийся и поэтому остаётся в тени Шепард(а). На втором месте из персонажей, участвующих в сюжете с первой части, оказался Урднот Рекс за его грозный вид и большой боевой и жизненный опыт в сочетании со способностью к глубокому анализу, не свойственной другим представителям его расы, склонным к излишней агрессии. Несмотря на то, что Лиара как персонаж и партнёр очень популярна, у неё есть и свои ненавистники, в частности из-за её бисексуальной ориентации, а также по причине навязывания авторами игры игроку сюжета с её участием в качестве ключевого персонажа.
Вокруг вселенной Mass Effect образовалась крупное фанатское сообщество; имели даже место случаи, когда молодые американские пары называли своих новорожденных детей именaми персонажей из Mass Effect — Тали’Зора, Лиара, Гаррус и другие. Фанатами были созданы тысячи фанфиков, темой которых в основном становились романтические отношения в игре, а также множество произведений цифрового искусства по теме игры. Самый известный из фанфиков, Pick Your Path, был написан Майком Каяттом в 2012 году и повествует о безымянном торговце, преследующем Шепарда по всей галактике, чтобы получить от него хороший отзыв о своём магазине. Торговцем по неизвестной причине заинтересовывается Призрак, что втягивает героя в опасные приключения и переделки. Фанфик позволяет читателю выбирать несколько вариантов развития сюжета, позволяя заводить романы с определёнными персонажами и решать, как закончится история. Сам фанфик был полностью опубликован на сайте журнала The Escapist в марте 2012 года. В 2012 году разными группами фанатов игры были созданы короткометражные фильмы. Первый из них, Mass Effect: Assignment, предлагает несколько вариантов развития сюжета в зависимости от того, что выберет зритель. Во втором фильме — Red Sand — человечество за 35 лет до основных событий игры находит на Марсе протеанские руины. В этом фильме в роли Джона Гриссома снимался Марк Мир (озвучивавший Шепарда-мужчину). Над компьютерной графикой работали студенты и преподаватели факультета цифровых видеопрограмм Университетa продвинутых технологий в городе Темпе (штат Аризона).
Электронный журнал PC Gamer выпустил результаты опросов среди фанатов Mass Effect: первая её часть была признана худшей из-за сложности управления наземным транспортом МАКО, неудобного инвентаря и скучного процесса изучения планет. Самым популярным романтическим интересом во всех трёх частях для игроков-мужчин стала Лиара; её выбрали 67,3 % игроков. Среди игроков-женщин самым популярным романтическим интересом стал Гаррус — 25,1 %. В другом опросе, требующем назвать любимого персонажа в игре, на первом месте оказался Гаррус, далее следовала Тали, потом — Мордин Солус (появляется во второй части), затем Лиара и наконец Шепард. Другие опросы показывали, в частности, что 60,3 % игроков играли за Шепарда-мужчину, 82,4 % предпочитали выбирать реплики героя, а 30,8 % игроков читали фанфики.
4 сентября 2014 года для игры Minecraft было выпущено дополнение по мотивам Mass Effect с одноимённым названием, где с 33 новыми персонажами можно исследовать поверхность Марса, а 18 мая 2016 года на территории США, в штате Калифорния был открыт тематический парк аттракционов вместе с огромным 3D LED-театром под названием Mass Effect: New Earth.
Косплей некоторых главных героев из Mass Effect

### ЛГБТ
Игры серии Mass Effect, наряду с играми серии Dragon Age, также выпущенной BioWare, стали фактически первыми высокобюджетными играми, где игрок может развивать однополые отношения с несколькими персонажами, таким образом открывая завесу для ЛГБТ-отношений в компьютерных играх; вскоре после выпуска игр от BioWare гомосексуальные персонажи стали появляться в других компьютерных играх-бестселлерах, таких как Guild Wars 2 или Borderlands 2. При этом гомосексуальные отношения с Азари было решено добавить из-за ограниченности бюджета, который не позволял прописать для каждого пола Шепард(а) достаточное количество романтических сцен с разными персонажами. С другой стороны, у части игроков возможность заводить гомосексуальные отношения вызвала стойкую негативную реакцию. В ответ разработчики полностью исключили однополые отношения во второй части игры, что вызвало отрицательную реакцию уже у сторонников репрезентации квир-людей, в частности из-за персонажа Джек, поведение которой намекает на её бисексуальную ориентацию, но в сюжете это отражения не находит. В результате возможность заводить однополые романы снова вернулась в третьей части. И даже несмотря на то, что гомосексуальные отношения в Mass Effect выглядят гораздо сдержаннее, чем в Dragon Age, это не избавило игру от прозвища «космоопера про геев».

### Оценки учёных
Mass Effect, наряду с несколькими другими играми, становилась объектом исследований учёных из британского университета Ноттингем Трент, которые пришли к выводу, что излишнее увлечение игрой может вызвать расстройство зрительного восприятия окружающего мира: игроки начинают ассоциировать реальные объекты с образами из игры или видеть повторяющиеся образы псевдогаллюцинаторной природы.
В 2017 году биолог Ирина Боде, ведущая образовательного канала @darthbiology в Telegram, изучила 9 инопланетных рас из вселенной Mass Effect, чтобы определить, могут ли они теоретически существовать. Самой «реалистичной» расой оказались турианцы: их экзоскелет оправдан повышенной радиационной средой на родной планете Палавен, но при этом подобная броня не помешает им передвигаться, так как достаточно легка. Кварианцы в теории могут вести такой образ жизни, как тот, что представлен в игре, но должны постоянно исследовать новые штаммы бактерий, обновлять свои скафандры и обладать большой военной мощью, чтобы захватывать необходимые ресурсы. В отношении саларианцев биолог отметила, что учёные не смогли доказать связь долголетия с быстрым метаболизмом. Кроганы вполне оправданно могут считаться агрессивным инвазивным видом и быть плодовитыми из-за тяжёлых условий жизни, однако сомнения вызывает идея дублирования важных органов, для этого требуется колоссальное количество энергии, для чего им было бы необходимо очень высококалорийное питание.
По мнению биолога, ханары и рахни как виды тоже могут существовать, однако вопросы вызывает их место обитания; например, рахни обитают на планете с приливным захватом, что создаёт крайне тяжёлые условия не только для существования, но и для самого появления жизни. Планета ханаров вращается вокруг белого карлика, который не смог бы согревать планету и дать достаточно времени для возникновения жизни. Самой нереалистичной расой биолог назвала азари из-за их возможности получать генетическую информацию через нервное слияние с неродственными видами и составления геномных карт. Кроме того, по мнению Боде, бесполое размножение может создавать проблемы с точки зрения эволюции.
В целом, по мнению биолога, несмотря на многие неточности, видно, что разработчики вложили достаточно много времени в проработку вселенной: хотя в плане реалистичности она уступает, например, «Хищникам» и «Звёздному десанту», но выглядит гораздо достовернее, чем «Звёздные войны», являющиеся чистой космической оперой без научной проработки, или чем фильм М. Найта Шьямалана «Знаки», где мотивы пришельцев невозможно осмыслить логически.

### Скандалы и негативная реакция
В Mass Effect существует возможность заводить романтические отношения с тремя неигровыми персонажами и, при их дальнейшем развитии, наблюдать эротические кат-сцены с частично обнажёнными телами. Этот факт привлёк пристальное внимание блогера-неоконсерватора Кевина Маккалоу, обвинившего игру в продвижении порнографии, содомии и «виртуального изнасилования нажатием одной кнопки». Его статья была раскритикована игровым сообществом, в котором критика была названа абсолютно необоснованной. Хотя позже Маккалоу принёс публичные извинения, он значительно испортил себе репутацию как блогер.
Аналогичную тему завела телеведущая Марта Маккаллум на телеканале Fox News, критикуя сексуальный контент в игре. Маккаллум заявила, что игра «не оставляет ничего для воображения» и позволяет игрокам «заниматься ничем не завуалированным сексом». После этого в передаче завязалась дискуссия с участием активистки Купер Лоренс и освещающего видеоигры журналиста Джеффа Кейли. Лоренс заявила, что сексуальные сцены в игре учат игроков относиться к женщинам как к объектам желания и ценить исключительно за их сексуальность. Она также отметила, что мужской персонаж может даже решать, сколько женщин он может иметь. Кейли стал оспаривать правильность её заявлений и спросил, играла ли она сама в игру, на что Лоренс ответила «нет». EA Games, отвечающая за финансирование и дистрибуцию Mass Effect, потребовала от канала Fox News публикации уточнений, но те ответили, что Electronic Arts уже предлагалось выступить в их передаче. После того, как Лоренс понаблюдала за игрой в течение нескольких часов, она призналась в неправильности своих высказываний и принесла публичные извинения. Лоренс также отметила, что узнала об игре от третьих лиц, утверждавших, что она похожа на порнографию. Активистка призналась, что даже сериал «Остаться в живых» в сравнении выглядит гораздо откровеннее. До признания Лоренс выпустила книгу, которая получила крайне отрицательные отзывы на сайте Amazon, получив одну звезду из пяти. Многие пользователи ставили низкие оценки, саркастически сообщая, что «не читали книгу, но от кого-то слышали, что она очень плохая». Рэй Музика, исполнительный продюсер Bioware, сказал:
Нам больно. Мы верим, что видеоигры — это искусство, и от имени 120 людей, которые проливали пот и кровь над этой игрой на протяжении трёх лет, нам очень больно, что кто-то представляет игру в ложном свете, даже не поиграв в нее сам. Мы только надеемся, что люди, которые на самом деле играют в наши игры, увидят, кто прав.
Оригинальный текст (англ.)We’re hurt. We believe in video games as an art form, and on behalf of the 120 people who poured their blood and tears into this game over three years, we’re just really hurt that someone would misrepresent the game without even playing it. All we can hope for is that people who actually play our games will see the truth.Рэй Музика, исполнительный продюсер Bioware
Mass Effect была на некоторое время запрещена к продаже в Сингапуре, но позже вышла с возрастным рейтингом 18+. Главной причиной называлось наличие постельной сцены между земной женщиной (женским образом Шепард) и инопланетянкой.
Другой скандал был связан с тем, что команда выложила на официальном сайте пост с изображением пони Пинки Пай в костюме Шепард(а). Вскоре после этого сообщество «бро́ни» призвало оставлять положительные комментарии, призванные поддержать пост, под которым в результате накопилось 3900 комментариев, сама картинка получила 9400 лайков и 3000 ретвитов. В свою очередь, это вызвало массовое недовольство у других фанатов игры, которые обвинили разработчиков в демонстративной поддержке сообщества «брони»; на это ответил Дэвид Хулегард, отметив, что для BioWare не имеет значения принадлежность игроков к тому или иному сообществу.

## Продолжение
Mass Effect изначально задумывалась как трилогия, поэтому разработка второй части игры под названием Mass Effect 2 началась ещё в начале 2008 года на фоне успеха оригинальной игры и незадолго до выпуска её версии для персональных компьютеров. Вторая часть была выпущена 26 января 2010 года на персональных компьютерах и игровой приставке Xbox 360. Выход игры для PlayStation 3 состоялся через год, 18 января 2011 года. В Mass Effect 2 можно импортировать данные из первой игры, что повлияет на дальнейший сюжет в игре и введёт в неё старых персонажей, за исключением погибших за время отыгрыша первой части. Игра также добилась больших успехов в продажах, получила одобрительные отзывы игровых критиков и получила множество премий и наград.

## Комментарии
1. ↑  Игрок может выбирать пол и имя персонажа, но фамилия «Шепард» остаётся неизменной.
2. ↑  Расы Млечного Пути называют их Жнецами из-за того, что те снова и снова истребляют развитые цивилизации. Самоназвания у Жнецов нет.
3. ↑  Они появляются при определённых условиях, если игрок развивает романтические отношения с некоторыми членами экипажа. Хотя сцены довольно безобидные и в рейтинге PEGI не учитывались.
4. ↑  Выбор имени не влияет на диалоги, так как главного героя всегда называют «Шепард» или «капитан».
5. ↑  Например, сцены с диалогами отступника имеют более тёмный/красный фон и сопровождаются «мрачной» музыкой в противовес светло-голубым оттенкам с очками героя. Также в самом конце Шепард-герой стоит на фоне голубой планеты, а отступник — на фоне красной.
6. ↑  Синтетическими называются расы, созданные искусственным путём, то есть роботы.
7. ↑  Либо Кайден, либо Эшли умрут на миссии «Вермайр: Штурм», так как Шепард может спасти только одного из них. Рекс может быть убит Шепард(ом), если не удастся его переубедить помочь уничтожить базу Сарена.
8. ↑  Например, на большинстве планет не обойтись без скафандра.
9. ↑  Например, женщина-Шепард может заводить отношения с Лиарой в Mass Effect, Келли Чамберс в Mass Effect 2, Самантой Трейнер из Mass Effect 3. Мужчина-Шепард в Mass Effect 3 может встречаться со Стивом Кортезом и Кайденом Аленко. Однако большинство потенциальных партнёров в игре по-прежнему гетеросексуальны.